# ون کلیوزویل (ویرجینیای غربی)
ون کلیوزویل، ویرجینیای غربی (به انگلیسی: Van Clevesville, West Virginia) یک منطقهٔ مسکونی در ایالات متحده آمریکا است که در شهرستان برکلی، ویرجینیای غربی واقع شده‌است.